# روبرت بي. غريفين
روبرت بي. غريفين هو محامي وقاضي وسياسي أمريكي، ولد في 6 نوفمبر 1923 في ديترويت في الولايات المتحدة، وتوفي في 17 أبريل 2015 في ترافيرس سيتي في الولايات المتحدة. نشط حزبياً في الحزب الجمهوري.

## مناصب
- انتخب عضو مجلس النواب الأمريكي عن دائرة Michigan's 9th congressional district [الإنجليزية]‏ وقد انضم خلال فترته النيابية [الإنجليزية]‏ (3 يناير 1963 – 3 يناير 1965) للكتلة البرلمانية الحزب الجمهوري.
- انتخب عضو مجلس النواب الأمريكي عن دائرة Michigan's 9th congressional district [الإنجليزية]‏ وقد انضم خلال فترته النيابية [الإنجليزية]‏ (3 يناير 1961 – 3 يناير 1963) للكتلة البرلمانية الحزب الجمهوري.
- انتخب عضو مجلس النواب الأمريكي عن دائرة Michigan's 9th congressional district [الإنجليزية]‏ وقد انضم خلال فترته النيابية [الإنجليزية]‏ (3 يناير 1959 – 3 يناير 1961) للكتلة البرلمانية الحزب الجمهوري.
- انتخب عضو مجلس النواب الأمريكي عن دائرة Michigan's 9th congressional district [الإنجليزية]‏ وقد انضم خلال فترته النيابية [الإنجليزية]‏ (3 يناير 1957 – 3 يناير 1959) للكتلة البرلمانية الحزب الجمهوري.
- انتخب عضو مجلس الشيوخ الأمريكي [الإنجليزية]‏ عن دائرة مقعد ميشيغان من الدرجة الثانية ‏ وقد انضم خلال فترته النيابية [الإنجليزية]‏ (3 يناير 1977 – 3 يناير 1979) للكتلة البرلمانية الحزب الجمهوري.
- انتخب عضو مجلس الشيوخ الأمريكي [الإنجليزية]‏ عن دائرة مقعد ميشيغان من الدرجة الثانية ‏ وقد انضم خلال فترته النيابية [الإنجليزية]‏ (3 يناير 1975 – 3 يناير 1977) للكتلة البرلمانية الحزب الجمهوري.
- انتخب عضو مجلس الشيوخ الأمريكي [الإنجليزية]‏ عن دائرة مقعد ميشيغان من الدرجة الثانية ‏ وقد انضم خلال فترته النيابية [الإنجليزية]‏ (3 يناير 1973 – 3 يناير 1975) للكتلة البرلمانية الحزب الجمهوري.
- انتخب عضو مجلس الشيوخ الأمريكي [الإنجليزية]‏ عن دائرة مقعد ميشيغان من الدرجة الثانية ‏ وقد انضم خلال فترته النيابية [الإنجليزية]‏ (3 يناير 1971 – 3 يناير 1973) للكتلة البرلمانية الحزب الجمهوري.
- انتخب عضو مجلس الشيوخ الأمريكي [الإنجليزية]‏ عن دائرة مقعد ميشيغان من الدرجة الثانية ‏ وقد انضم خلال فترته النيابية [الإنجليزية]‏ (3 يناير 1969 – 3 يناير 1971) للكتلة البرلمانية الحزب الجمهوري.
- انتخب عضو مجلس الشيوخ الأمريكي [الإنجليزية]‏ عن دائرة مقعد ميشيغان من الدرجة الثانية ‏ وقد انضم خلال فترته النيابية [الإنجليزية]‏ (3 يناير 1967 – 3 يناير 1969) للكتلة البرلمانية الحزب الجمهوري.
- انتخب عضو مجلس الشيوخ الأمريكي [الإنجليزية]‏ عن دائرة مقعد ميشيغان من الدرجة الثانية ‏ وقد انضم خلال فترته النيابية [الإنجليزية]‏ (11 مايو 1966 – 3 يناير 1967) للكتلة البرلمانية الحزب الجمهوري.
- انتخب عضو مجلس النواب الأمريكي.